# Nicola Gaffurini
Nicola Gaffurini (Desenzano del Garda, 15 de desembre de 1989) és un ciclista italià professional des del 2014 i actualment a l'equip Sangemini-MG.Kvis.

## Palmarès
- 2012
  - 1r a la Coppa San Sabino
- 2013
  - 1r a la Piccola Sanremo
- 2014
  - 1r al Gran Premi San Giuseppe
  - 1r al Trofeu Adolfo Leoni
  - 1r al Trofeu internacional Bastianelli
- 2015
  - 1r al Giro delle Valli Aretine
- 2017
  - 1r a la Belgrad-Banja Luka II
  - 1r a la Copa de la Pau
- 2018
  - Vencedor d'una etapa de la Volta a Albània